# Peter Riedel (Märtyrer)
Peter Riedel (* 1880 in Herzog/Susly, Wolga-Gebiet, Russisches Kaiserreich; † 8. Oktober 1938 in Medweschjegorsk, Sowjetunion) war ein russlanddeutscher römisch-katholischer Geistlicher und Märtyrer.

## Leben
Peter Riedel wuchs als Bauernsohn im Bistum Tiraspol auf. Er studierte Theologie im Priesterseminar Saratow sowie in Sankt Petersburg und wurde 1903 zum Priester geweiht. Die Stationen seines Wirkens waren: Vikar und Pfarrverweser in Katharinental, 1911 Pfarrer in Marienfeld/Mariinskoje, 1928 Pfarrer in Schönchen/Paninskoje an der Wolga. Am 18. August 1930 wurde er verhaftet und am 20. April 1931 zum Tode verurteilt. Nach Umwandlung des Urteils in eine 10-jährige Haftstrafe kam er auf die Solowezki-Inseln, wurde dort 1937 erneut angeklagt, am 9. Oktober wiederum zum Tode verurteilt und ein Jahr später erschossen.

## Gedenken
Die Römisch-katholische Kirche in Deutschland nahm Pfarrer Peter Riedel als Märtyrer in das deutsche Martyrologium des 20. Jahrhunderts auf.